# 1. HNL 1992.
1. HNL 1992. (Prva hrvatska nogometna liga 1992.) je I. razred nogometnog natjecanja u Hrvatskoj koje je organizirao Hrvatski nogometni savez. Godine 1992. odigrana je prva sezona 1. HNL u samostalnoj Hrvatskoj. 
Natjecanje je započelo 28. veljače 1992. godine utakmicom HAŠK-Građanski – Cibalia (2:0), a završilo 13. lipnja 1992. godine utakmicama 22. kruga. Domovinski rat je uvelike ometao natjecanje, ali je sezona uspješno dovršena. 
Sezona je jedinstvena po tome što nitko nije ispao (klubovi s dna ljestvice su svi redom bili na prvoj crti bojišnice), već je sljedeće sezone liga proširena s 12 na 16 klubova.
Na kraju sezone 1. HNL 1992. pobjednici lige (Hajduk Split) i pobjednici Hrvatskog nogometnog kupa (Inker Zaprešić) nisu se mogli kvalificirati za europska natjecanja jer Hrvatski nogometni savez još nije bio primljen kao punopravni član UEFA-e.

## Natjecateljski sustav
U 1. HNL 1992. igralo je 12 momčadi određenih plasmanom iz bivših Jugoslavenskih nogometnih natjecanja u sezoni 1990./91.:
- Savezni prvoligaši: Dinamo, Hajduk, Osijek, Rijeka i Zagreb

- Savezni drugoligaši: Cibalia, Šibenik i Dubrovnik

- Savezni trećeligaši: Zadar i Inker

- Pozivnica HNS-a: Varteks i Istra[3]

Momčadi su igrale dvokružni natjecateljski sustav, a prvakom je postala momčad koja je osvojila najviše bodova (pobjeda = 2 boda, neodlučeno = 1 bod, poraz = bez bodova).

## Momčadi
- Cibalia – Vinkovci
- Dubrovnik – Dubrovnik
- Hajduk – Split
- HAŠK Građanski – Zagreb
- Inker – Zaprešić
- Istra – Pula
- Osijek – Osijek
- Rijeka – Rijeka
- Šibenik – Šibenik
- Varteks – Varaždin
- Zadar – Zadar
- Zagreb – Zagreb

## Ljestvica
| Poz. | Momčad           | U  | P  | N | I  | G+ | G– | G+/– | Bod. |
| ---- | ---------------- | -- | -- | - | -- | -- | -- | ---- | ---- |
| 1.   | Hajduk Split (P) | 22 | 16 | 4 | 2  | 44 | 14 | +30  | 36   |
| 2.   | Zagreb           | 22 | 14 | 5 | 3  | 34 | 9  | +25  | 33   |
| 3.   | Osijek           | 22 | 12 | 3 | 7  | 33 | 28 | +5   | 27   |
| 4.   | Inker Zaprešić   | 22 | 10 | 6 | 6  | 37 | 19 | +18  | 26   |
| 5.   | HAŠK Građanski   | 22 | 11 | 4 | 7  | 32 | 21 | +11  | 26   |
| 6.   | Rijeka           | 22 | 10 | 5 | 7  | 26 | 22 | +4   | 25   |
| 7.   | Istra Pula       | 22 | 8  | 5 | 9  | 22 | 27 | −5   | 21   |
| 8.   | Varteks          | 22 | 7  | 6 | 9  | 32 | 25 | +7   | 20   |
| 9.   | Cibalia          | 22 | 3  | 9 | 10 | 13 | 24 | −11  | 15   |
| 10.  | Zadar            | 22 | 4  | 5 | 13 | 20 | 49 | −29  | 13   |
| 11.  | Dubrovnik        | 22 | 2  | 7 | 13 | 4  | 36 | −32  | 11   |
| 12.  | Šibenik          | 22 | 2  | 7 | 13 | 18 | 41 | −23  | 11   |

### Rezultati
| 1. kolo, 29. veljače 1992. |     |
| Inker – Varteks            | 1:3 |
| Osijek – Zagreb            | 1:0 |
| Rijeka – Šibenik           | 2:0 |
| Hajduk – Istra             | 3:1 |
| HAŠK – Cibalia             | 2:0 |
| Dubrovnik – Zadar          | 0:2 |

| 2. kolo, 7. ožujka 1992. |     |
| Zadar – Varteks          | 2:1 |
| Zagreb – Inker           | 2:0 |
| Šibenik – Osijek         | 0:2 |
| Istra – Rijeka           | 1:1 |
| Cibalia – Hajduk         | 0:2 |
| Dubrovnik – HAŠK         | 0:3 |

| 3. kolo, 11. ožujka 1992. |     |
| HAŠK – Zadar              | 3:0 |
| Hajduk – Dubrovnik        | 9:0 |
| Rijeka – Cibalia          | 1:0 |
| Osijek – Istra            | 0:1 |
| Inker – Šibenik           | 6:0 |
| Varteks – Zagreb          | 2:1 |

| 4. kolo, 14. ožujka 1992. |     |
| Zadar – Zagreb            | 0:4 |
| Šibenik – Varteks         | 2:2 |
| Istra – Inker             | 2:0 |
| Cibalia – Osijek          | 1:1 |
| Dubrovnik – Rijeka        | 0:1 |
| HAŠK – Hajduk             | 1:2 |

| 5. kolo, 17. ožujka 1992. |     |
| Hajduk – Zadar            | 2:0 |
| Rijeka – HAŠK             | 1:0 |
| Osijek – Dubrovnik        | 1:0 |
| Inker – Cibalia           | 0:0 |
| Varteks – Istra           | 1:1 |
| Zagreb – Šibenik          | 3:0 |

| 6. kolo, 21. ožujka 1992. |     |
| Zadar – Šibenik           | 1:1 |
| Istra – Zagreb            | 0:2 |
| Cibalia – Varteks         | 2:1 |
| Dubrovnik – Inker         | 0:3 |
| HAŠK – Osijek             | 2:0 |
| Hajduk – Rijeka           | 3:0 |

| 7. kolo, 28. ožujka 1992. |     |
| Rijeka – Zadar            | 4:1 |
| Osijek – Hajduk           | 3:3 |
| Inker – HAŠK              | 2:1 |
| Varteks – Dubrovnik       | 2:0 |
| Zagreb – Cibalia          | 2:1 |
| Šibenik – Istra           | 0:0 |

| 8. kolo, 31. ožujka 1992. |     |
| Zadar – Istra             | 0:1 |
| Cibalia – Šibenik         | 0:0 |
| Dubrovnik – Zagreb        | 0:0 |
| HAŠK – Varteks            | 4:0 |
| Hajduk – Inker            | 0:2 |
| Rijeka – Osijek           | 2:0 |

| 9. kolo, 4. travnja 1992. |     |
| Osijek – Zadar            | 4:0 |
| Inker – Rijeka            | 3:0 |
| Varteks – Hajduk          | 0:1 |
| Zagreb – HAŠK             | 2:0 |
| Šibenik – Dubrovnik       | 0:0 |
| Istra – Cibalia           | 2:0 |

| 10. kolo, 11. travnja 1992. |     |
| Zadar – Cibalia             | 2:2 |
| Dubrovnik – Istra           | 1:0 |
| HAŠK – Šibenik              | 2:0 |
| Hajduk – Zagreb             | 1:0 |
| Rijeka – Varteks            | 1:0 |
| Osijek – Inker              | 2:1 |

| 11. kolo, 14. travnja 1992. |     |
| Inker – Zadar               | 2:1 |
| Varteks – Osijek            | 0:1 |
| Zagreb – Rijeka             | 1:0 |
| Šibenik – Hajduk            | 2:3 |
| Istra – HAŠK                | 1:1 |
| Cibalia – Dubrovnik         | 0:0 |

| 12. kolo, 25. travnja 1992. |     |
| Varteks – Inker             | 1:1 |
| Zagreb – Osijek             | 2:0 |
| Šibenik – Rijeka            | 1:2 |
| Istra – Hajduk              | 0:1 |
| Cibalia – HAŠK              | 0:2 |
| Zadar – Dubrovnik           | 0:0 |

| 13. kolo, 2. svibnja 1992. |     |
| Varteks – Zadar            | 4:0 |
| Inker – Zagreb             | 0:0 |
| Osijek – Šibenik           | 3:1 |
| Rijeka – Istra             | 3:0 |
| Hajduk – Cibalia           | 1:1 |
| HAŠK – Dubrovnik           | 2:1 |

| 14. kolo, 5. svibnja 1992. |     |
| Zadar – HAŠK               | 1:1 |
| Dubrovnik – Hajduk         | 0:1 |
| Cibalia – Rijeka           | 2:0 |
| Istra – Osijek             | 1:2 |
| Šibenik – Inker            | 1:1 |
| Zagreb – Varteks           | 2:2 |

| 15. kolo, 9. svibnja 1992. |     |
| Zagreb – Zadar             | 2:0 |
| Varteks – Šibenik          | 4:0 |
| Inker – Istra              | 4:1 |
| Osijek – Cibalia           | 2:1 |
| Rijeka – Dubrovnik         | 3:0 |
| Hajduk – HAŠK              | 0:0 |

| 16. kolo, 12. svibnja 1992. |     |
| Zadar – Hajduk              | 0:3 |
| HAŠK – Rijeka               | 2:0 |
| Dubrovnik – Osijek          | 0:0 |
| Cibalia – Inker             | 1:0 |
| Istra – Varteks             | 2:1 |
| Šibenik – Zagreb            | 0:1 |

| 17. kolo, 16. svibnja 1992. |     |
| Šibenik – Zadar             | 4:0 |
| Zagreb – Istra              | 2:1 |
| Varteks – Cibalia           | 2:0 |
| Inker – Dubrovnik           | 3:0 |
| Osijek – HAŠK               | 1:2 |
| Rijeka – Hajduk             | 0:2 |

| 18. kolo, 23. svibnja 1992. |     |
| Zadar – Rijeka              | 1:1 |
| Hajduk – Osijek             | 2:0 |
| HAŠK – Inker                | 0:2 |
| Dubrovnik – Varteks         | 0:0 |
| Cibalia – Zagreb            | 0:1 |
| Istra – Šibenik             | 1:0 |

| 19. kolo, 26. svibnja 1992. |     |
| Istra – Zadar               | 2:1 |
| Šibenik – Cibalia           | 1:1 |
| Zagreb – Dubrovnik          | 3:0 |
| Varteks – HAŠK              | 4:0 |
| Inker – Hajduk              | 0:0 |
| Osijek – Rijeka             | 3:2 |

| 20. kolo, 31. svibnja 1992. |     |
| Zadar – Osijek              | 3:5 |
| Rijeka – Inker              | 0:0 |
| Hajduk – Varteks            | 1:0 |
| HAŠK – Zagreb               | 0:0 |
| Dubrovnik – Šibenik         | 2:1 |
| Cibalia – Istra             | 1:1 |

| 21. kolo, 6. lipnja 1992. |     |
| Cibalia – Zadar           | 0:1 |
| Istra – Dubrovnik         | 2:0 |
| Šibenik – HAŠK            | 3:1 |
| Zagreb – Hajduk           | 3:0 |
| Varteks – Rijeka          | 1:1 |
| Inker – Osijek            | 3:0 |

| 22. kolo, 13. lipnja 1992. |     |
| Zadar – Inker              | 4:3 |
| Osijek – Varteks           | 2:1 |
| Rijeka – Zagreb            | 1:1 |
| Hajduk – Šibenik           | 4:1 |
| HAŠK – Istra               | 3:1 |
| Dubrovnik – Cibalia        | 0:0 |

## Prvaci
Hrvatski nogometni klub Hajduk (Split): Zoran Slavica, Vatroslav Mihačić, Josip Španjić, Robert Vladislavić, Mario Osibov, Mario Novaković, Igor Štimac, Eduard Abazi, Slaven Bilić, Joško Jeličić, Goran Vučević, Ante Miše, Ivica Mornar, Ardian Kozniku, Hari Vukas, Joško Farac, Ivo Cuzzi, Tomislav Erceg, Stipe Andrijašević, Ante Hrgović, Milan Rapaić, Joško Bilić

## Zanimljivosti
- Najbolji strijelac lige bio je Ardian Kozniku iz Hajduka s 12 pogodaka. Najboljim je igračem po ocjenama Sportskih novosti proglašen Goran Vučević također iz Hajduka.
- Iz lige nije ispao nitko, a broj klubova se sljedeće sezone proširio na 16.
- Dean Ljubančić (HNK Rijeka) protiv Istre u 13. kolu postigao je prvi hat-trick u povijesti HNL-a.
- Utakmica 9. kola između Inkera i Rijeke je prekinuta pri vodstvu Rijeke 1:0 i kasnije registrirana 3:0 u korist Inkera.
- Pet klubova je zbog neposredne ratne opasnosti bilo primorano svoje domaće utakmice odigravali u drugim gradovima i to:
  - NK Osijek: Utakmice 1., 3. i 5. kola u Đakovu, 7., 9., 19. i 22. kola u Donjem Miholjcu i 10., 13., 15. i 17. kola u Kutjevu; 

  - HNK Cibalia: Utakmice 2., 4., 6., 8. i 21. kola u Đakovu, 11. kola u Zagrebu, 12. kola u Čakovcu, a 14., 16., 18. i 20. kola u Požegi; 

  - NK Zadar: Utakmice 2., 4., 6., i 8. kola u Splitu, 10., 14., 16., 18. i 20. kola u Solinu, 12. kola u Crikvenici, dok je utakmicu 22. kola odigrao kao domaćin u Zadru!; 

  - HNK Dubrovnik: Utakmice 1., 2., 4. i 6. kola u Metkoviću, a 8., 10., 14., 16., 18., 20. i 22. kola u Blatu na Korčuli; 

  - HNK Šibenik: Utakmice 2., 4., 7., 9., 11., 12. i 14. kola u Splitu, 16. kola u Stobreču, 17. i 19. kola u Žrnovnici, dok je utakmicu 21. kola odigrao kao domaćin u Šibeniku!.

## Nastup klubova u Europi
- Kup UEFA:
  - 1. kolo: HAŠK Građanski –  Trabzonspor 2:3 (u Klagenfurtu), 1:1
- Kup pobjednika kupova:
  - 1.kolo: Hajduk Split –  Tottenham 1:0 (u Linzu), 0:2

## Poveznice
- Formiranje HNL 1992.
- 2. HNL 1992.
- 3. HNL 1992.
- 4. rang HNL-a 1992.
- 5. rang HNL-a 1992.
- Ostale lige 1991./92.
- Hrvatski nogometni kup 1992.